# Novociîhîrînka, Ustînivka
Novociîhîrînka (în ucraineană Новочигиринка) este un sat în comuna Hanno-Leontovîceve din raionul Ustînivka, regiunea Kirovohrad, Ucraina.

## Demografie
Componența lingvistică a localității Novociîhîrînka
     Ucraineană (98,04%)
     Rusă (1,96%)
Conform recensământului din 2001, majoritatea populației localității Novociîhîrînka era vorbitoare de ucraineană (98,04%), existând în minoritate și vorbitori de rusă (1,96%).